# 土ようマルシェ
『土ようマルシェ』（ど- ）は、2011年4月9日から2012年3月17日までNHK総合テレビジョンで放送された情報番組である。同年4月9日からは関東・甲信越地方、4月13日からは全国放送が開始された。

## 概要
毎週週末のひと時をゆったりと過ごそうとする視聴者のために、ヨーロッパの市場「マルシェ」のカフェで過ごすような雰囲気を楽しみながら、各界の著名人がお勧めする週末ライフを提案する。その内容には家庭菜園、ペットライフ、自然とのふれあい、趣味・工芸などである。またゲストの著名人は自慢のペットを連れてスタジオを訪れる。
2012年3月17日に放送が終了した。

## 放送時間
- NHK総合テレビ
  - 関東・甲信越地方およびNHKワールド・プレミアム：土曜 10:05 - 11:20
  - 全国[1]：木曜（水曜深夜） 2:00 - 3:15

## 出演者
司会
- 徳井義実（チュートリアル）
- MEGUMI
- 神田愛花（NHKアナウンサー）

レポーター
- 川瀬良子

ナレーション
- 真地勇志
- 服部伴蔵門

## ゲスト
表のカッコは左が関東・甲信越などの一部地域の放送日、右は全国放送日（一部地域再放送扱い）。

### 2011年度
1. （4/9・13）遠藤憲一
2. （4/17・20）高嶋ちさ子
3. （4/24・27）浜島直子
4. （5/7・12）山本太郎
5. （5/28・）安めぐみ
6. （6/4・）杉山愛
7. （6/11・15）前園真聖
8. （6/18・7/7）チェン・ミン
9. （7/9・）加藤夏希
10. （7/16・）優木まおみ
11. （8/27・8/31）横山剣
12. （9/10・）林家正蔵
13. （9/17・）高橋ひとみ
14. （10/1・）金子貴俊
15. （10/7・）近藤正臣
16. （10/14・）MATSU（EXILE）
17. （10/21・）渡辺美里
18. （10/28・）木佐彩子
19. （11/5・）平岳大
20. （11/12・）草野仁
21. （11/19・）パトリック・ハーラン（パックンマックン）
22. （12/3・）森泉
23. （12/10・）江口ともみ
24. （12/17・）笛木優子

### 2012年度
1. （1/14・）石田卓也
2. （1/21・）片岡鶴太郎
3. （1/28・）とよた真帆
4. （2/4・）眞鍋かをり
5. （2/18・）星野真里
6. （2/25・）照英
7. （3/3・）風間トオル
8. （3/17・）長谷川理恵

### スペシャル
1. （5/4 10時5分から11時50分の全国放送。当日深夜2時から3時45分再放送もあり）「みどりの日　わんにゃんスペシャル」
岩合光昭、ゴリ（ガレッジセール）、パンツェッタ・ジローラモ、渡辺真理、竹若元博（バッファロー吾郎）、遠藤秀紀（東京大学教授〔東大総合研究博物館〕）